# Acer caesium
Acer caesium — вид квіткових рослин із роду клен (Acer).

## Морфологічна характеристика
Дерево до 25 м заввишки, однодомне, листопадне. Кора бруднувато-біла чи блідо-коричнева. Пагони червоно-бурі, голі, посипані мозолистими крапками. Квіткові бруньки великі, помітні в період спокою. Листки 8–20 см в поперечнику, пальчасто-3–5-лопатеві, знизу сизі, зверху зелені; базальні частки невеликі, від тонко запушених до голих, за винятком пазух внизу; листкові ніжки 5–15 см завдовжки, товсті, пурпурувато-зелені. Суцвіття верхівкове, щиткоподібне, запушене. Квітки 5-членні, діаметром 5 мм. Чашолистки оберненояйцеподібні, 3–4 мм завдовжки, жовтувато-зелені; пелюстки коротші за чашолистки, білі; тичинок 8. Крилатки 3–5 см завдовжки, голі; крила прямо підняті; горішки темно-коричневі. Період цвітіння: березень — травень; період плодоношення: вересень. 2n = 26, 52.

## Середовище проживання
Країни проживання: Китай, Індія (Джамму-Кашмір), Непал, Пакистан. Зростає в тінистих вологих лісах, сухих лісах, скелястих, кам'янистих, деградованих і річкових середовищах існування.

## Використання
Сік кори застосовують зовнішньо для лікування м'язових набряків, наривів і прищів. Деревина дрібнозерниста, від м'якої до помірно твердої. Іноді використовують для різьблення, мисок, чашок тощо.

## Загрози
Надмірна експлуатація деревини для комерційного та місцевого використання в Західних Гімалаях спричинила зменшення чисельності населення. Вид був включений до Червоної книги індійських рослин через надмірну експлуатацію з цих причин. Насіння та рослини також представлені в декоративній торгівлі.

## Синоніми
Синоніми:
- Acer caesium subsp. caesium
- Acer caesium subsp. giraldii (Pax) A.E.Murray